# 大鐘賞
大鐘賞（テジョンしょう、朝: 대종상）は、大韓民国の映画賞。創設は1962年で、青龍映画賞（朝鮮日報社主催）とともに権威ある映画賞とされ、「韓国のアカデミー賞」と称されることがある。現在は韓国映画人協会を中心にKBS（2010年までSBS）・中央日報社などが主催している。

## 沿革
韓国国内映画産業の振興を目的として1959年に始められた文教部による優秀国産映画賞が源流で、1962年に公報部に主管が移され、その下で第1回大鐘賞映画祭が開催された。長らく政府主導の映画賞であり、1970年代から80年代にかけては「反共部門」「啓蒙部門」なども存在した。1991年までは政府からの補助金を受けていた関係でその影響下におかれていたが、1992年からは民間主導に移り、経済不況による中断などを含みながら現在に至っている。
毎年10月ないし11月に「大鐘賞映画祭」が行われ、授賞式が行われる。2008年までは夏に開催されていた。
2002年（第39回）、『ロスト・メモリーズ』で仲村トオルが助演男優賞を獲得した。これは大鐘賞初の外国人の受賞である。
2023年11月15日、第59回大鐘賞映画祭が開催された。最優秀作品賞には『コンクリート・ユートピア』が選ばれた。
同年12月12日、ソウル回生裁判所は、大鐘賞映画祭を主催する韓国映画人総連合会に対する破産宣告をホームページに公告した。

## 授賞部門
2007年（第44回）の授賞部門は以下の通り。
- 最優秀作品賞
- 監督賞
- 男優主演賞
- 女優主演賞
- 男優助演賞
- 女優助演賞
- 新人監督賞
- 新人男優賞
- 新人女優賞
- 人気賞
- 企画賞
- シナリオ賞
- 撮影賞
- 照明賞
- 編集賞
- 映像技術賞
- 音響技術賞
- 音楽賞
- 美術賞
- 衣装賞

## 主要部門受賞者
| 回 | 年     | 最優秀作品賞                                             | 監督賞                                                                    | 男優主演賞                                                                              | 女優主演賞                                               | 男優助演賞                                                                            | 女優助演賞                                                        |
| -- | ------ | -------------------------------------------------------- | ------------------------------------------------------------------------- | --------------------------------------------------------------------------------------- | -------------------------------------------------------- | ------------------------------------------------------------------------------------- | ----------------------------------------------------------------- |
| 1  | 1962年 | 燕山君 （シン・サンオク）                                | シン・サンオク （離れの客とお母さん）                                     | シン・ヨンギュン （燕山君）                                                             | チェ・ウニ （常緑樹）                                    | イ・イェチュン （玄界灘は知っている）                                                 | ハン・ウンジン （燕山君）                                         |
| 2  | 1963年 | 烈女門 （シン・サンオク）                                | ユ・ヒョンモク （惜しみなく捧げる）                                       | シン・ヨンギュン （烈女門）                                                             | ト・グンボン （新妻）                                    | パク・ノシク （秦の始皇帝と万里の長城）                                               | ファン・ジョンスン （新妻）                                       |
| 3  | 1964年 | 血脈 （キム・スヨン）                                    | イ・マニ （帰らざる海兵）                                                 | キム・スンホ （血脈）                                                                   | ファン・ジョンスン （血脈）                              | キム・ヒガプ （米）                                                                   | チェ・ジヒ （金薬局の娘たち）                                     |
| 4  | 1965年 | 聾唖の三龍 （シン・サンオク）                            | シン・サンオク （聾唖の三龍）                                             | シン・ヨンギュン （悲恋の王妃妲己）                                                     | チェ・ウニ （日清戦争と女傑閔妃）                        | パク・ノシク （日清戦争と女傑閔妃）                                                   | ユン・インジャ （空爆作戦命令 赤いマフラー）                      |
| 5  | 1966年 | 浜辺の村 （キム・スヨン）                                | ユ・ヒョンモク （殉教者）                                                 | キム・ジンギュ （太陽はまた昇る）                                                       | チェ・ウニ （ミンミョヌリ 許嫁）                         | チェ・ナミョン （秋風嶺）                                                             | ファン・ジョンスン （浜辺の村）                                   |
| 6  | 1967年 | 帰路 （イ・マニ）                                        | キム・スヨン （霧）                                                       | パク・ノシク （告発）                                                                   | ムン・ジョンスク （帰路）                                | ユン・イルボン （愛河）                                                               | チュ・ジュンニョ （満船）                                         |
| 7  | 1968年 | 大院君 （シン・サンオク）                                | シン・サンオク （大院君）                                                 | シン・ソンイル （李箱の翼）                                                             | ムン・ヒ （カインの後裔）                                | パク・ノシク （カインの後裔）                                                         | ファン・ジョンスン （母の日記）                                   |
| 8  | 1969年 | 中止のため受賞者なし                                     | 中止のため受賞者なし                                                      | 中止のため受賞者なし                                                                    | 中止のため受賞者なし                                     | 中止のため受賞者なし                                                                  | 中止のため受賞者なし                                              |
| 9  | 1970年 | 脚本賞のみ授与（チェ・グムドン、『若い息子の最後の歌』） | 脚本賞のみ授与（チェ・グムドン、『若い息子の最後の歌』）                  | 脚本賞のみ授与（チェ・グムドン、『若い息子の最後の歌』）                                | 脚本賞のみ授与（チェ・グムドン、『若い息子の最後の歌』） | 脚本賞のみ授与（チェ・グムドン、『若い息子の最後の歌』）                              | 脚本賞のみ授与（チェ・グムドン、『若い息子の最後の歌』）          |
| 10 | 1971年 | 無名の教師 （不明）                                      | ユ・ヒョンモク （糞禮記）                                                 | チャン・ドンヒ （大戦場）                                                               | ユン・ジョンヒ （糞禮記）                                | チェ・ムリョン （最後の皇太子英親王）                                                 | サ・ミジャ （糞禮記）                                             |
| 回 | 年     | 最優秀作品賞                                             | 監督賞                                                                    | 男優主演賞                                                                              | 女優主演賞                                               | 男優助演賞                                                                            | 女優助演賞                                                        |
| 11 | 1972年 | 義士安重根 （チュ・ドンジン）                            | シン・サンオク （平壌爆撃隊）                                             | ファン・ヘ （平壌爆撃隊）                                                               | コ・ウナ （嫁）                                          | キム・ヒガプ （小さな夢が花開く時）                                                   | ト・グンボン （小さな夢が花開く時）                               |
| 12 | 1973年 | 紅衣将軍 （イ・ドゥヨン）                                | チェ・フン （水仙花）                                                     | ナムグン・ウォン （多情多恨）                                                           | ユン・ヨンギョン （悲恋の聾唖者三龍）                    | パク・アム （十人宮女）                                                               | チェ・インスク （悲恋の聾唖者三龍）                               |
| 13 | 1974年 | 土地 （キム・スヨン）                                    | キム・スヨン （土地）                                                     | パク・クニョン （李仲燮）                                                               | キム・ジミ （土地）                                      | ホ・ジャンガン （花御輿）                                                             | ト・グンボン （土地）                                             |
| 14 | 1975年 | 炎 （ユ・ヒョンモク）                                    | イ・マニ （森浦への道）                                                   | ハ・ミョンジュン （炎）                                                                 | キム・ジミ （肉体の約束）                                | キム・ジンギュ （森浦への道）                                                         | パク・チョンジャ （肉体の約束）                                   |
| 15 | 1976年 | 母 （イム・ウォンシク）                                  | ソル・テホ （元山工作）                                                   | シン・イルリョン （アラビアの熱風）                                                     | チェ・ミニ （雨の中の恋人たち）                          | チャン・ドンヒ （母）                                                                 | テ・ヒョンシル （元山工作）                                       |
| 16 | 1977年 | 乱中日記 （チャン・イルホ）                              | チェ・イニョン （執念）                                                   | キム・ジンギュ （乱中日記）                                                             | ユン・ミラ （古家）                                      | ユン・イルボン （草墳）                                                               | ソヌ・ヨンニョ （山火事）                                         |
| 17 | 1978年 | 警察官 （イ・ドゥヨン）                                  | イム・グォンテク （族譜）                                                 | ハ・ミョンジュン （族譜）                                                               | コ・ウナ （寡婦）                                        | チェ・ブラム （世宗大王）                                                             | ムン・ジョンスク （警察官）                                       |
| 18 | 1979年 | 旗のない旗手 （イム・グォンテク）                        | チョン・ジヌ （シムブァッタ）                                             | チェ・ブラム （走れマンソク）                                                           | ユ・ジイン （シムブァッタ）                              | ファン・ヘ （シムブァッタ）                                                           | チョン・エラン （乙火）                                           |
| 19 | 1980年 | 人間の息子 （ユ・ヒョンモク）                            | イ・ジャンホ （風吹く良き日）                                             | イ・デグン （カッコーの啼く夜 別離）                                                    | チョン・ユニ （カッコーの啼く夜 別離）                   | パク・アム （地響き）                                                                 | キム・シンジェ （カッコーの啼く夜 別離）                          |
| 20 | 1981年 | 招かれた人々 （チェ・ハウォン）                          | イム・グォンテク （曼陀羅）                                               | ナムグン・ウォン （避幕）                                                               | （不明）                                                 | チョン・ムソン （曼陀羅）                                                             | チョン・ユニ、キム・ヒョンジャ （愛の望郷 激流を超えて）          |
| 回 | 年     | 最優秀作品賞                                             | 監督賞                                                                    | 男優主演賞                                                                              | 女優主演賞                                               | 男優助演賞                                                                            | 女優助演賞                                                        |
| 21 | 1982年 | 神よ、ここに光を （イ・ジャンホ）                        | イ・ジャンホ （神よ、ここに光を）                                         | アン・ソンギ （鉄人たち）                                                               | キム・ボヨン （コバン村の人々）                          | キム・ヒラ （コバン村の人々）                                                         | （不明）                                                          |
| 22 | 1983年 | 糸をつむぐ女 （イ・ドゥヨン）                            | イ・ドゥヨン （糸をつむぐ女）                                             | アン・ソンギ （霧の村）                                                                 | チャン・ミヒ （赤道の花）                                | キム・ヒラ （炎の娘）                                                                 | コ・ドゥシム （嫉妬）                                             |
| 23 | 1984年 | マーニム 愛の嵐 （チョン・ジヌ）                         | チョン・ジヌ （マーニム 愛の嵐）                                          | ユン・イルボン （行きたい）                                                             | イ・ミスク （その年の冬は暖かかった）                    | キム・ムセン （深い深いそこに）                                                       | パク・チョンジャ （マーニム 愛の嵐）                              |
| 24 | 1985年 | ディープ・ブルー・ナイト （ペ・チャンホ）                | ペ・チャンホ （ディープ・ブルー・ナイト） イム・グォンテク （キルソドム） | アン・ソンギ （ディープ・ブルー・ナイト）                                               | キム・ジミ （キルソドム）                                | ナ・ギス （火女村）                                                                   | ハン・ウンジン （オシン）                                         |
| 25 | 1986年 | 霧の柱 （パク・チョルス）                                | イム・グォンテク （チケット）                                             | イ・ヨンハ （霧の柱）                                                                   | チェ・ミョンギル （霧の柱）                              | シン・ソンイル （月の光 猟師）                                                        | イ・ヘヨン （冬の旅人）                                           |
| 26 | 1987年 | 燕山日記 （イム・グォンテク）                            | イム・グォンテク （燕山日記）                                             | イ・ヨンハ （女と男 愛の終着駅）                                                        | カン・スヨン （女と男 愛の終着駅）                       | イ・デグン （じゃがいも）                                                             | キム・ヒョンジャ （じゃがいも）                                   |
| － | 1988年 | IMF経済危機の影響で中止                                  | IMF経済危機の影響で中止                                                   | IMF経済危機の影響で中止                                                                 | IMF経済危機の影響で中止                                  | IMF経済危機の影響で中止                                                               | IMF経済危機の影響で中止                                           |
| 27 | 1989年 | 波羅羯諦 ハラギャティ （イム・グォンテク）               | イム・グォンテク （波羅羯諦 ハラギャティ）                                | イ・ドックァ （追憶の名前で）                                                           | カン・スヨン （波羅羯諦 ハラギャティ）                   | ハン・ジニル （波羅羯諦 ハラギャティ）                                                | キム・ジミ （追憶の名前で）                                       |
| 28 | 1990年 | 墜落するものには翼がある （チャン・ギルス）              | チャン・ギルス （墜落するものには翼がある）                               | シン・ソンイル （処刑警察 バイオレンス・コネクション）                                  | カン・スヨン （墜落するものには翼がある）                | キム・ヒラ （雄鶏）                                                                   | ユ・ヘリ （ウムクペミの愛）                                       |
| 29 | 1991年 | 若き日の肖像 （クァク・チギュン）                        | クァク・チギュン （若き日の肖像）                                         | イ・ヨンハ （あなたが女というだけで）                                                   | ウォン・ミギョン （あなたが女というだけで）              | パク・クニョン （誰が竜の爪を見たのか）                                               | ペ・ジョンオク （若き日の肖像）                                   |
| 30 | 1992年 | 開闢 （イム・グォンテク）                                | キム・ホソン （死の賛美）                                                 | イ・ドックァ （開闢）                                                                   | チャン・ミヒ （死の賛美）                                | イ・ギョンヨン （死の讃美）                                                           | イ・ヘヨン （ミョンジャ・明子・ソーニャ）                         |
| 回 | 年     | 最優秀作品賞                                             | 監督賞                                                                    | 男優主演賞                                                                              | 女優主演賞                                               | 男優助演賞                                                                            | 女優助演賞                                                        |
| 31 | 1993年 | 風の丘を越えて/西便制 （イム・グォンテク）               | イム・グォンテク （風の丘を越えて/西便制）                                | イ・ドックァ （生きるんだ）                                                             | シム・ヘジン （結婚物語）                                | イ・ギョンヨン （ホワイト・バッジ）                                                   | イ・ミヨン （樹氷）                                               |
| 32 | 1994年 | 二人の女の物語 （イ・ジョングク）                        | チャン・ソヌ （華厳経）                                                   | アン・ソンギ、パク・チュンフン （ツー・コップス）                                       | ユン・ジョンヒ （無頼漢）                                | シン・ソンイル （蒸発）                                                               | ナム・スジョン （二人の女の物語）                                 |
| 33 | 1995年 | 永遠なる帝国 （パク・ジョンウォン）                      | パク・チョンウォン （永遠なる帝国）                                       | キム・ガプス （太白山脈）                                                               | チェ・ジンシル （女房殺し）                              | チェ・ジョンウォン （永遠なる帝国）                                                   | チョン・ギョンスン （太白山脈）                                   |
| 34 | 1996年 | エニケーン （キム・ホソン）                              | キム・ホソン （エニケーン）                                               | チェ・ミンス （テロリスト 悲しき男に捧げる挽歌）                                        | シム・ヘジン （銀杏のベッド）                            | キム・イル （学生府君神位）                                                           | キム・チョン （エニケーン）                                       |
| 35 | 1997年 | 接続 ザ・コンタクト （チャン・ユニョン）                 | チョン・ジヨン （ブラックジャック）                                       | ハン・ソッキュ （グリーンフィッシュ）                                                   | シム・ヘジン （グリーンフィッシュ）                      | イム・チャンジョン （ビート）                                                         | チョン・ギョンスン （娼）                                         |
| － | 1998年 | 経済不況によりスポンサーが集まらず延期                   | 経済不況によりスポンサーが集まらず延期                                    | 経済不況によりスポンサーが集まらず延期                                                  | 経済不況によりスポンサーが集まらず延期                   | 経済不況によりスポンサーが集まらず延期                                                | 経済不況によりスポンサーが集まらず延期                            |
| 36 | 1999年 | スプリング・イン・ホームタウン （イ・グァンモ）          | イ・グァンモ （スプリング・イン・ホームタウン）                           | チェ・ミンシク （シュリ）                                                               | シム・ウナ （美術館の隣の動物園）                        | チョン・ジニョン （約束）                                                             | イ・ミヨン （囁く廊下-女校怪談-）                                 |
| 37 | 2000年 | ペパーミント・キャンディー （イ・チャンドン）            | イ・チャンドン （ペパーミント・キャンディー）                             | チェ・ミンス （ユリョン）                                                               | チョン・ドヨン （我が心のオルガン）                      | チュ・ジンモ （ハッピーエンド）                                                       | キム・ヨジン （ペパーミント・キャンディー）                       |
| 38 | 2001年 | JSA （パク・チャヌク）                                   | ハン・ジスン （エンジェル・スノー）                                       | ソン・ガンホ （JSA）                                                                    | コ・ソヨン （エンジェル・スノー）                        | チョン・ウンピョ （キリマンジャロ）                                                   | ユン・ソジョン （エンジェル・スノー）                             |
| 39 | 2002年 | おばあちゃんの家 （イ・ジョンヒャン）                    | ソン・ヘソン （パイラン）                                                 | ソル・ギョング （公共の敵）                                                             | チョン・ジヒョン （猟奇的な彼女）                        | 仲村トオル （ロスト・メモリーズ）                                                     | パン・ウンジン （受取人不明）                                     |
| 40 | 2003年 | 殺人の追憶 （ポン・ジュノ）                              | ポン・ジュノ （殺人の追憶）                                               | ソン・ガンホ （殺人の追憶）                                                             | イ・ミヨン （純愛中毒）                                  | ペク・ユンシク （地球を守れ!）                                                        | ソン・ユナ （ジェイル・ブレーカー）                               |
| 回 | 年     | 最優秀作品賞                                             | 監督賞                                                                    | 男優主演賞                                                                              | 女優主演賞                                               | 男優助演賞                                                                            | 女優助演賞                                                        |
| 41 | 2004年 | 春夏秋冬そして春 （キム・ギドク）                        | パク・チャヌク （オールド・ボーイ）                                       | チェ・ミンシク （オールド・ボーイ）                                                     | ムン・ソリ （浮気な家族）                                | ホ・ジュノ （シルミド）                                                               | キム・ガヨン （どこかで誰かに何かあれば 間違いなく現れるMr.ホン） |
| 42 | 2005年 | マラソン （チョン・ユンチョル）                          | ソン・ヘソン （力道山）                                                   | チョ・スンウ （マラソン）                                                               | キム・ヘス （顔のない女）                                | ファン・ジョンミン （甘い人生）                                                       | ナ・ムニ （クライング・フィスト）                                 |
| 43 | 2006年 | 王の男 （イ・ジュニク）                                  | イ・ジュニク （王の男）                                                   | カム・ウソン （王の男）                                                                 | チョン・ドヨン （ユア・マイ・サンシャイン）              | ユ・ヘジン （王の男）                                                                 | カン・ヘジョン （トンマッコルへようこそ）                         |
| 44 | 2007年 | 家族の誕生 （キム・テヨン）                              | ポン・ジュノ （グエムル-漢江の怪物-）                                     | アン・ソンギ （ラジオスター）                                                           | キム・アジュン （カンナさん大成功です!）                 | キム・ユンソク （タチャ イカサマ師）                                                  | シム・ヘジン （約束）                                             |
| 45 | 2008年 | チェイサー （ナ・ホンジン）                              | ナ・ホンジン （チェイサー）                                               | キム・ユンソク （チェイサー）                                                           | キム・ユンジン （セブンデイズ）                          | ユ・ジュンサン （リターン）                                                           | キム・ヘスク （ファム・ファタール）                               |
| 46 | 2009年 | 神機箭(シンギジョン) （キム・ユジン）                    | キム・ヨンファ （国家代表!?）                                             | キム・ミョンミン （私の愛、私のそばに）                                                 | スエ （あなたは遠いところに）                            | チン・グ （母なる証明）                                                               | キム・ヨンエ （グッバイ、マザー）                                 |
| 47 | 2010年 | ポエトリー アグネスの詩 （イ・チャンドン）               | カン・ウソク （黒く濁る村）                                               | ウォンビン （アジョシ）                                                                 | ユン・ジョンヒ （ポエトリー アグネスの詩）               | ソン・セビョク （春香秘伝 The Servant 房子伝） キム・ヒラ （ポエトリー アグネスの詩） | ユン・ヨジョン （ハウスメイド）                                   |
| 48 | 2011年 | 高地戦 （チャン・フン）                                  | カン・ヒョンチョル （サニー 永遠の仲間たち）                              | パク・ヘイル （神弓 KAMIYUMI）                                                          | キム・ハヌル （ブラインド）                              | チョ・ソンハ （哀しき獣）                                                             | シム・ウンギョン （ロマンティックヘブン）                         |
| 49 | 2012年 | 王になった男 （チュ・チャンミン）                        | チュ・チャンミン （王になった男）                                         | イ・ビョンホン （王になった男）                                                         | チョ・ミンス （嘆きのピエタ）                            | リュ・スンリョン （王になった男）                                                     | キム・ヘスク （10人の泥棒たち）                                   |
| 50 | 2013年 | 観相師 -かんそうし- （ハン・ジェリム）                   | ハン・ジェリム （観相師 -かんそうし-）                                    | リュ・スンリョン （7番房の奇跡） ソン・ガンホ （観相師 -かんそうし-）                   | オム・ジョンファ （悪魔は誰だ）                          | チョ・ジョンソク （観相師 -かんそうし-）                                              | チャン・ヨンナム （私のオオカミ少年）                             |
| 回 | 年     | 最優秀作品賞                                             | 監督賞                                                                    | 男優主演賞                                                                              | 女優主演賞                                               | 男優助演賞                                                                            | 女優助演賞                                                        |
| 51 | 2014年 | バトル・オーシャン 海上決戦 （キム・ハンミン）           | キム・ソンフン （最後まで行く）                                           | チェ・ミンシク （バトル・オーシャン 海上決戦）                                          | ソン・イェジン （パイレーツ）                            | ユ・ヘジン （パイレーツ）                                                             | キム・ヨンエ （弁護人）                                           |
| 52 | 2015年 | 国際市場で逢いましょう （ユン・ジェギュン）              | ユン・ジェギュン （国際市場で逢いましょう）                               | ファン・ジョンミン （国際市場で逢いましょう）                                           | チョン・ジヒョン （暗殺）                                | オ・ダルス （国際市場で逢いましょう）                                                 | キム・ヘスク （王の運命 -歴史を変えた八日間-）                    |
| 53 | 2016年 | インサイダーズ/内部者たち （ウ・ミンホ）                 | ウ・ミンホ （インサイダーズ/内部者たち）                                  | イ・ビョンホン （インサイダーズ/内部者たち）                                            | ソン・イェジン （ラスト・プリンセス 大韓帝国最後の皇女） | オム・テグ （密偵）                                                                   | ラ・ミラン （ラスト・プリンセス 大韓帝国最後の皇女）              |
| 54 | 2017年 | タクシー運転手 約束は海を越えて （チャン・フン）         | イ・ジュニク （金子文子と朴烈（パクヨル））                               | ソル・ギョング （名もなき野良犬の輪舞）                                                 | チェ・ヒソ （金子文子と朴烈（パクヨル））                | ペ・ソンウ （ザ・キング）                                                             | キム・ソジン （ザ・キング）                                       |
| 55 | 2018年 | バーニング 劇場版 （イ・チャンドン）                     | チャン・ジュナン （1987、ある闘いの真実）                                 | イ・ソンミン （工作 黒金星と呼ばれた男） ファン・ジョンミン （工作 黒金星と呼ばれた男） | ナ・ムニ （アイ・キャン・スピーク）                      | キム・ジュヒョク （毒戦 BELIEVER）                                                    | チン・ソヨン （毒戦 BELIEVER）                                    |
| 56 | 2020年 | パラサイト 半地下の家族 （ポン・ジュノ）                 | ポン・ジュノ （パラサイト 半地下の家族）                                  | イ・ビョンホン （白頭山大噴火）                                                         | チョン・ユミ （82年生まれ、キム・ジヨン）                | チン・ソンギュ （エクストリーム・ジョブ）                                             | イ・ジョンウン （パラサイト 半地下の家族）                        |
| 58 | 2022年 | 別れる決心 （パク・チャヌク）                            | ピョン・ソンヒョン （キングメーカー 大統領を作った男）                    | パク・ヘイル （別れる決心）                                                             | ヨム・ジョンア （人生は、美しい）                        | ピョン・ヨハン （ハンサン -龍の出現-）                                                | イム・ユナ （コンフィデンシャル:国際共助捜査）                    |
| 59 | 2023年 | コンクリート・ユートピア （オム・テファ）                | リュ・スンワン （密輸 1970）                                              | イ・ビョンホン （コンクリート・ユートピア)                                              | キム・ソヒョン （ビニールハウス）                        | キム・ソンホ （貴公子）                                                               | キム・シウン （あしたの少女）                                     |